# Na zavtrašnej ulice
Na zavtrašnej ulice (На завтрашней улице) è un film del 1965 diretto da Fёdor Ivanovič Filippov.